# Kostel svatého Petra a Pavla (Úštěk)
Kostel svatých Petra a Pavla v Úštěku je římskokatolický děkanský kostel úštěcké farnosti. Barokní sakrální stavba postavená v letech 1764–1772, se nachází na Mírovém náměstí ve středu města Úštěk v Litoměřickém kraji. Je chráněn jako kulturní památka.

## Historie

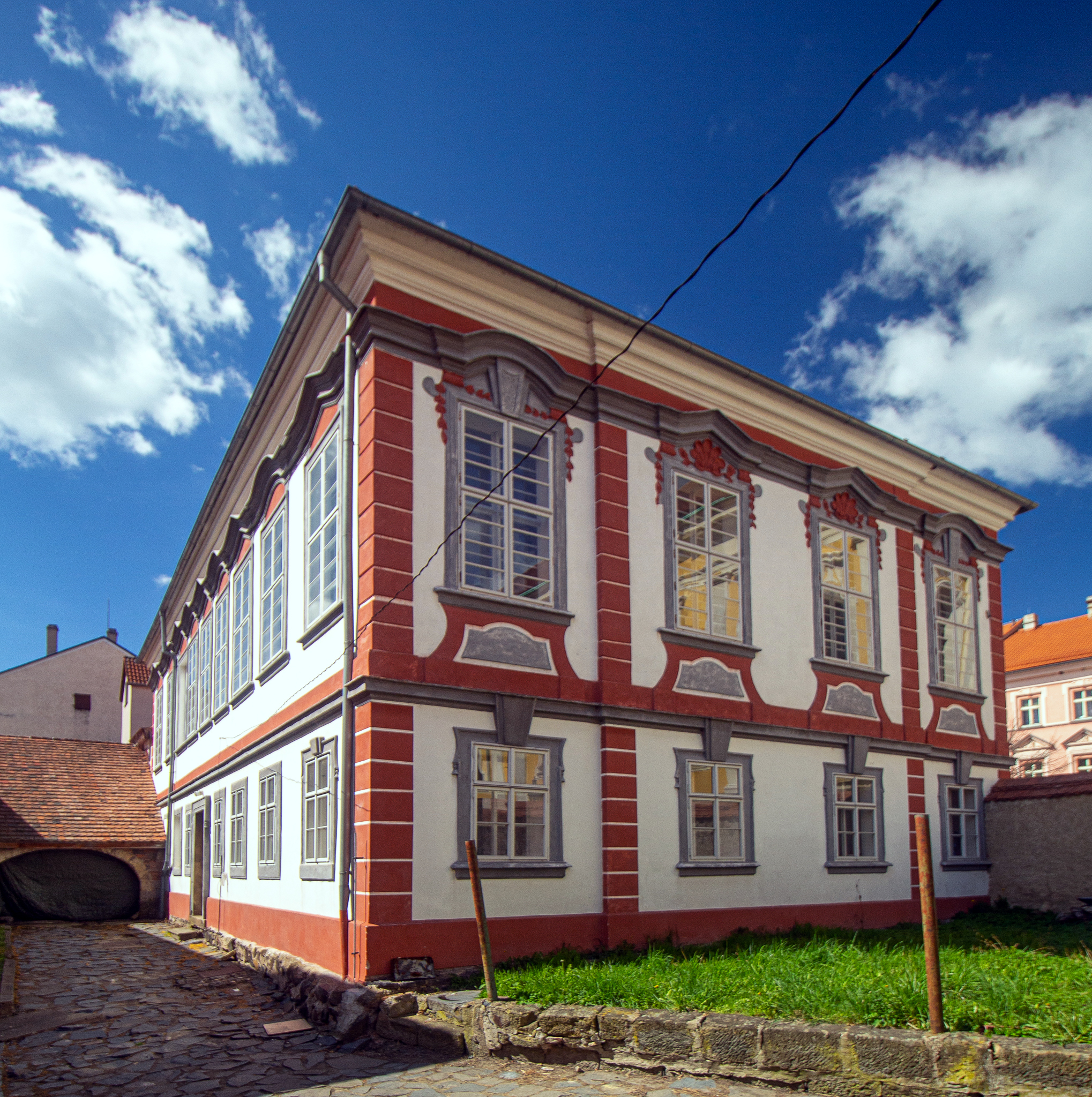
Farní budova úštěckého děkanství

Kostel je postaven na místě dřívějšího kostela sv. Michala ze 14. století, který byl menší a po stavební stránce chatrnější a v průběhu staletí mnohokrát upravovaný. Výstavbu nového kostela povolili a zabezpečovali jezuité, kteří sídlili na nedalekém liběšickém zámku. Výstavba kostela byla zahájena dne 11. září 1764 zbouráním původního kostela sv. Michala. Již po 13 dnech, dne 24. září 1764 byl v prostoru presbytáře položen základní kámen současného kostela. V měsíci srpnu 1765, kdy probíhala montáž krovů, došlo v Ústěku k velkému požáru domů v severním sousedství kostela. Oheň se přenesl i na střechu kostela, která byla požárem zničena. Při požáru bylo zničeno i původní vybavení kostela sv. Michala, které bylo před jeho zbouráním uloženo v okolních domech. Podařilo se zachránit pouze oltářní obraz, který namaloval Karel Škréta. První bohoslužba se v novém kostele se konala 8. listopadu 1767 při uvedení nového úštěckého faráře Karla Knapa do úřadu. Výstavba kostela byla dokončena až v roce 1772. Vedle kostela byla postavena v roce 1772 Octaviem Broggiem také mohutná barokní farní budova děkanství. V roce 1832 kostel dostal novou střechu a helmice věže pochází až z roku 1879. Po roce 1945, kdy byli vysídleni německy mluvící obyvatelé a následujícím období komunistického totalitního režimu, kostel značně zchátral. Po skončení komunistické totality byl obnoven plášť kostela.

## Architektura

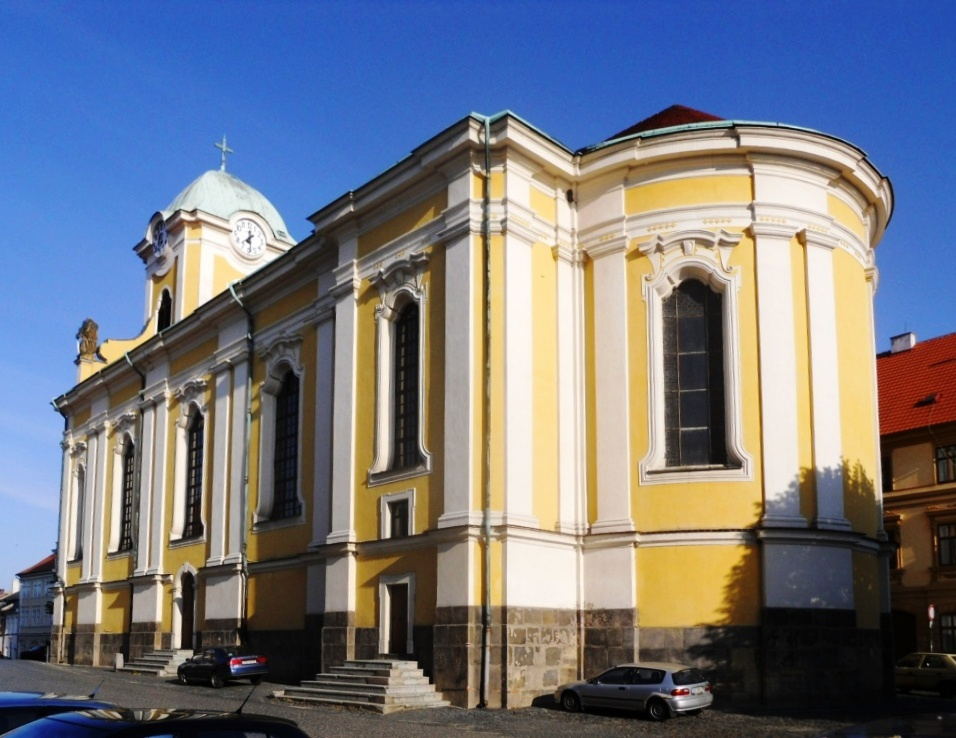
Závěr kostela sv. Petra a Pavla v Úštěku

### Exteriér
Kostel je podélnou, jednolodní stavbou s věží zapuštěnou v západním průčelí. Má boční empory, dvě sakristie (z nich jedna z nich byla změněna na lurskou kapli) a má odsazený presbytář s půlkruhovou apsidou. Fasády celého kostela člení dvojice vysokých pilastrů a vysoká kasulová okna. Nad průčelním portálem je balkónek na volutových konzolách. Po stranách římsy v průčelí kostela jsou pískovcové barokní sochy sv. Petra a sv. Pavla. Věž kostela zřejmě v důsledku požáru a nedostatku peněz nebyla dostavěna a jeho provizorní kopule se dochovala až do dnešní doby. Kostel má čtyři boční vchody a tři vchody na západním průčelí.

### Interiér lodi
Loď je sklenuta českou plackou mezi dvojitými pásy. Po stranách má široké pilíře s dvojicemi pilastrů a mezi nimi průchodné boční kaple a empory. V presbytáři se nacházejí oratoře. Za zádveřím vchodových dveří vlevo je zavěšen oválný obraz Narození Páně. Vpravo je oválný obraz připomínající Navštívení Panny Marie u sv. Alžběty. Na stropní části podhledu kruchty jsou dvě data. Rok 1769 uvádí, že v tomto roce byl kostel vysvěcen a sloužena zde první bohoslužba. Toto datum je však zřejmě chybné, protože malíř který prováděl přemalbu kostela, nechtěně zaměnil číslici 7 za 9. Druhé datum 1897 je datem poslední výmalby kostela. Nacházejí se zde také iniciály INRI.
Po vstupu do kostela vlevo vedle zpovědnice je na zvýšeném podstavci umístěna socha sv. Jiří na koni bojující s drakem. Po prvním oknem se nachází oltář s obrazem Svaté rodiny, pocházející z konce 18. století, s rodiči Panny Marie sv. Jáchymem a sv. Annou. Po stranách jsou sochy sv. Zachariáše a sv. Alžběty. Pod obrazem je soška Piety. Po stranách jsou také instalovány barokní andělíčci. Na prvním sloupu vlevo je umístěna socha sv. Jakuba staršího syna Zebedeova. V prostoru druhého okna se za závěsem nalézá velký betlém. Byl zde umístěn původně pouze „dočasně“, ale vzhledem k jeho rozměrům, zde našel trvalé místo. Například velikost sošky slona v tomto betlémě odpovídá velikosti slůněte při jeho narození. Na druhém sloupu vlevo je umístěno sousoší sv. Anny a Panny Marie. Pod třetím oknem je oltář s obrazem sv. Jáchyma a Panny Marie. Nad obrazem v horní části oválu se nalézá obraz sv. Šimona Horlivce s pilou. Boční sloupy oltáře jsou dřevěné.

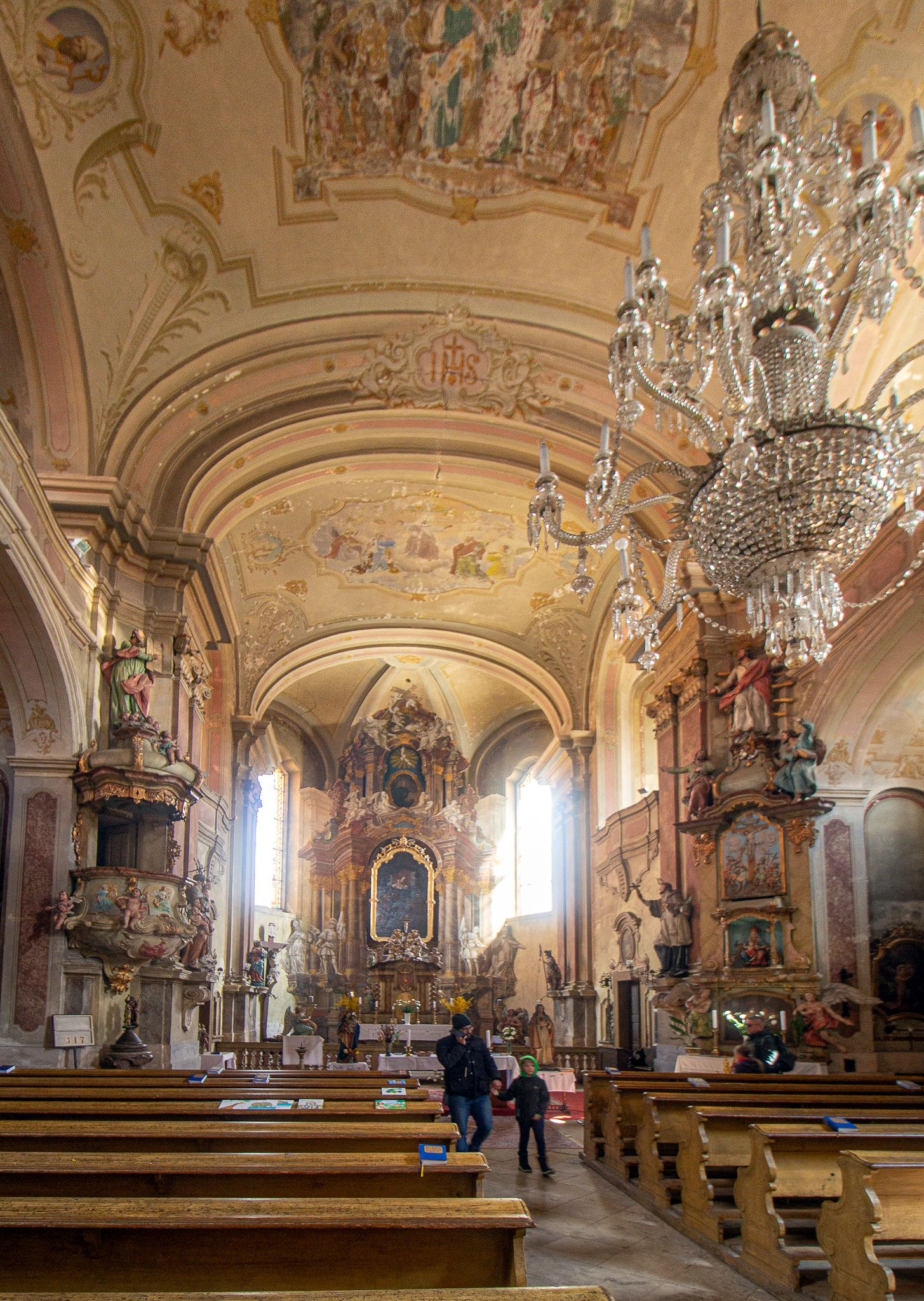
Pohled do lodi kostela

Vpravo při vstupu do kostela na zvýšeném podstavci je umístěna socha sv. Václava na koni s praporcem v ruce světce. Hrozny vína po koněm připomínají, že sv. Václav pěstoval vinnou révu na získání vína pro liturgické obřady. Tuto sochu přijel do Úštěku studovat i Josef Václav Myslbek, když začal pracovat na sousoší sv. Václava pro pražské Václavské náměstí. Pod prvým oknem vpravo je oltář sv. Jana Nepomuckého, pocházející z konce 18. století, se sochou sv. Jana Nepomuckého. Po stranách se nacházejí barokní andělé. Nad sochou sv. Jana Nepomuckého je obraz ukřižovaného Krista. Na prvém sloupu vpravo je umístěna socha apoštola sv. Ondřeje. Pod druhým oknem se „dočasně“ nachází obraz Panny Marie a dvanácti apoštolů při novozákonní biblické události Seslání Ducha Svatého. Na druhém sloupu je umístěna socha sv. Jana Křtitele. Pod třetím oknem je obraz sv. Judy Tadeáše. Boční sloupy jsou dřevěné. Tyto boční oltáře zasvěcené sv. Anně a sv. Josefovi pocházejí z roku 1773. Jsou pozdně barokní, sloupové, s řezanými plastickými doplňky. Obrazy byly získány z pražského kostela sv. Mikuláše na Starém Městě v Praze, který byl v důsledku josefinských reforem zrušen v roce 1785.

### Presbytář
V bohoslužebném prostoru presbytáře se vlevo nachází kazatelna z roku 1801 s rokajovými řezbami a plastickými doplňky. V dolní části je kazatelna zdobená andělíčky nesoucími atributy čtyř evangelistů: hlava člověka symbolizuje sv. Matouše, hlava lva sv. Marka, hlava býka sv. Lukáše a postava orla sv. Jana. Atributy jsou odvozeny obsahu prvních kapitol jejich evangelií. Mezi soškami andělů se nacházejí tři plastiky andělů nesoucí atributy tří božských ctností: kříž – víra, kotva – naděje a srdce – láska. V dolní části kazatelny je plastika sv. Václava. Nad baldachýnem kazatelny je socha Mojžíše z roku 1773 od J.J. Vančury z Úštěku s deskami desatera Božích přikázání. Pod kazatelnou stojí kamenná křtitelnice s dřevěným sousoším zobrazujícím sv. Jana Křtitele křtícího Ježíše Krista. Vedle kazatelny vpravo je umístěna socha sv. Josefa s Kristem. Vedle je vchod do kaple Panny Marie Lourdské. Nad vchodem visí oválný obraz mučednice sv. Barbory.
V presbytáři vpravo, naproti kazatelně je oltář znázorňující výjevy z dějin spásy, zvaný Oltář Kristova života, který je vybaven několika sochami a rokajovými řezbami pochází z období kolem roku 1800. Od oltářní desky nahoře mezi dvěma sochami andělů je obraz Narození Ježíše v Betlémě. Nad ním pod baldachýnem je soška Madony s dítětem. Dítě znázorňuje Ježíše Krista Krále. Nad baldachýnem je plastika znázorňující již mrtvého Krista na kříži, jemuž voják probodává kopím bok. Nad plastikou je sousoší postav v téměř životní velikosti, znázorňující Proměnění na hoře Tábor. Sousoší tvoří postavy Mojžíše a Eliáše. Uprostřed nad nimi je postava Ježíše. Vedle oltáře vpravo na čelní stěně je obraz sv. Antonína. Vedle oltáře vlevo je umístěna socha sv. Jana Nepomuckého. Proti vchodu do kaple Panny Marie Lurdské je vchod do sakristie. Nad vchodem do sakristie je obraz mučednice sv. Kateřiny, která byla pro svou víru lámána v kole. Obřadní křeslo v presbytáři je pozdně barokní a pochází z konce 18. století. Svícny v kostele jsou cínové, mosazné a dřevěné, zhotovené v rozpětí let 1629 až 1. polovina 19. století.

### Prostor hlavního oltáře za mřížkou
V popředí vlevo i vpravo se nacházejí na samostatných podstavcích pozdně barokní sochy klečících andělů – světlonošů z konce 18. století. Tyto sochy pravděpodobně nahrazují původní sochy andělů, které pocházely z dílny Matyáše Brauna a jsou vystaveny v diecézním muzeu v Litoměřicích. Po obou stranách blíže k oltáři na sloupech vlevo je socha Panny Marie stojící na hlavě hada, vpravo pak sv. Florián patron hasičů. Uprostřed je barokní oltář, který má ve střední části eucharistický svatostánek z roku 1770 od Adama Lauterera. Po stranách jsou sloupky a sochy andělů. V pozadí na okrajích jsou umístěny relikviáře. Součást oltáře je i nástěnná malba s oltářní architekturou se sloupy a sochami z roku 1769, kterou zhotovil jezuita Josef Kramolín z Nymburka, podle návrhu jezuitského architekta Adama Lauterera. Je umístěná mezi vitrážovanými okny. K poškození oken došlo v měsíci květnu 1945, kdy byl Ústěk bombardován s největší pravděpodobností letectvem Rudé armády. Malba vykresluje sochy čtyř světců. Zleva je sv. Prokop, dále sv. Florián, sv. Václav a sv. Vojtěch. V horní části malby v oválu je obraz sv. Ignáce, zakladatele řádu Jezuitů a stavitelů tohoto kostela. Nad oválným obrazem je malba znázorňující Nejsvětější Trojici. Hlavní oltář nese oltářní obraz od Karla Škréty z roku 1656, ve zlaceném rokokovém rámu členitých tvarů, který znázorňuje Pannu Marii s Ježíškem rozmlouvající se sv. Petrem a sv. Pavlem.

### Nástropní malba
V menším stropním oblouku nad chórem je vyobrazení sv. Cecilie, patronky hudebníků. V prvním větším stropním oblouku je znázorněn výjev, kdy Ježíš předává symbolické klíče od Nebeského království sv. Petrovi. Ve druhém stropním oblouku je znázorněn výjev Obrácení v židovské víře vyrostlého Šavla u Damašku na křesťanskou víru, který pak působí jako apoštol s novým jménem sv. Pavel. V oválech tohoto oblouku jsou namalované atributy shodné s atributy popsanými na kazatelně. Ve třetím stropním oblouku je znázorněno Setkání sv. Petra a sv. Pavla v Jeruzalémě. Ve čtvrtém stropním oblouku je zobrazení Nejsvětější Trojice. V posledním stropním oblouku nad oltářem je hebrejský nápis יהוה‎ - JHVH (Boží jméno; čteno Jahve, což znamená: Jsem, který Jsem).

### Obrazy
Přechodné obrazové doplnění kostela tvoří deset barokních oválných obrazů s výjevy z Kristova života pojícími se také se sedmi bolestmi Panny Marie. Pocházejí z 18. století a jsou v těžkých, zlacených a profilovaných rámech. Vlevo mezi prvním sloupem a zdí kostela jsou obrazy Panna Maria kojící a Obřízka Páně. Prostor za druhým sloupem Snímání Ježíšova těla z kříže a Ukládání Ježíšova těla do hrobu. Vpravo mezi prvním sloupem a zdí kostela se nacházejí obrazy Dvanáctiletý Ježíš v jeruzalémském chrámu a Simeón držící v náručí Ježíška. V prostoru za druhým sloupem jsou obrazy Ježíš padá pod křížem a Ježíš umírající na kříži. Po obvodu kostela jsou rozvěšeny reprodukce dvanácti obrazů znázorňující křížovou cestu. Pod kruchtou jsou barokní obrazy z 18. století sv. Aloise a Panny Marie Královny míru, které jsou v bohatě řezaných rokajových rámech.
Na boční tribuny lze vstoupit z bočních vchodů z průčelí vedle hlavního vchodu. Nad sakristií a kaplí se nacházejí samostatné oratoře do nichž lze vstoupit z kaple nebo sakristie.

### Zvony
Kostel má pouze jeden menší zvon, který je zasvěcený sv. Floriánovi. Je opatřen nápisem: „HL. FLORIAN BITTE FÜR UNS; NACH DEM WELTKRIEGE BÖSE MACHT MEISTER OKTAV WINTER ZU BRANAU AM INN. IN JAHRE 1919“. Do I. světové války měl kostel sedm zvonů, které údajně dobře souzněly. Největší z nich o váze 2800 kg se jmenoval „Velký“, a darovalo jej kostelu město Úštěk. Všechny zvony až na jeden menší byly v letech 1916-1917 zrekvírovány pro vojenské účely. Před druhou světovou válkou měl kostel nejméně čtyři zvony, avšak v roce 1942 byly až na jeden, zasvěcený sv. Floriánovi, opět zabrány pro vojenské účely.

### Ostatní části vybavení
Kazatelna a většina soch instalovaých v kostele jsou dřevěné a pocházejí z dílny úštěckého řezbáře Jiřího Vančury, který měl svou dílnu na Panském dvoře v letech 1775-1779. Skříně varhan jsou původní a postavil ji truhlář Ambrož Stanislav Tauchmann z Vrchlabí sídlící v letech 1800-1801 v Hoštce. Mají bohatě řezaná a zlacená rokajová křídla a četné sochy andělů s hudebními nástroji. Stroj varhan postavil zřejmě v roce 1915 Jindřich Schiffner z Prahy. Lustr byl zhotoven v roce 1909 ve sklárně Nového Boru. Naposledy byl kostel vymalován kostelním malířem Josefem Neumanem z Horního Jiřetína v roce 1897. Kostel je opatřen hodinami.

## Kostel ve filmu
Od 2. poloviny 20. století se prostor před kostelem stal oblíbeným místem filmařů, takže jej lze zahlédnout například ve filmu Rebelové z roku 2001 od režiséra Filipa Renče. Nachází se ve scéně, kdy Zuzana Norisová pomalu promoká v teplém májovém dešti a tančí přitom na dlažbě náměstí za zvuku písně Š š š …šepotám. Kostel je možné spatřit i ve filmu Kolja z roku 1996 od režiséra Jana Svěráka. Nově pak je kostel vidět ve filmu Králíček Jojo z roku 2019, který natočil novozélandský režisér Taika Waititi pro hollywoodskou produkční společnost 20th Century Studios, v němž mj. účinkuje i Scarlett Johanssonová.